# Charles Dickens

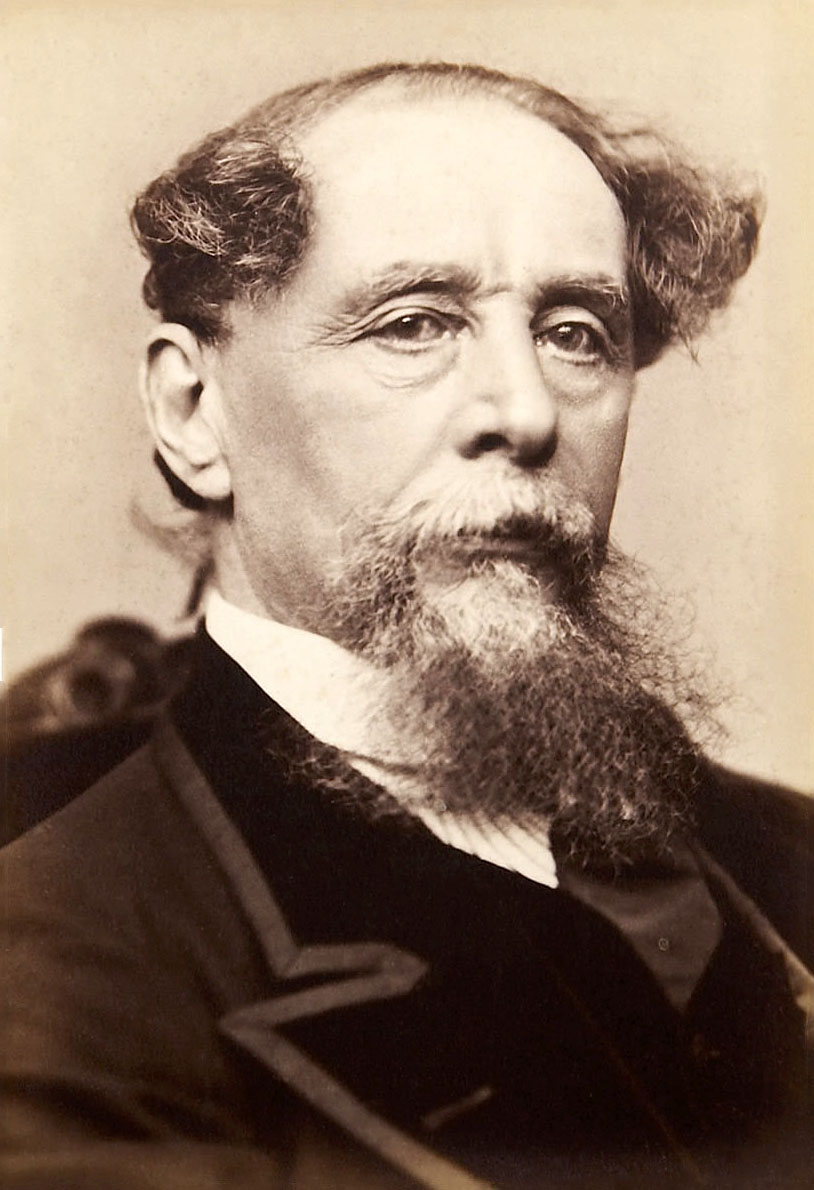
Charles Dickens
(ca. 1867), Jeremiah Gurney

Charles John Huffam Dickens (Landport bij Portsmouth, 7 februari 1812 — Higham (Kent), 9 juni 1870) was een van de belangrijkste Engelse schrijvers tijdens het victoriaans tijdperk en de eerste literaire chroniqueur van de grootstad midden in de industriële revolutie. Tot na de Eerste Wereldoorlog bleef hij Engelands populairste schrijver. Hij verwierf bekendheid met The Pickwick Papers (The posthumous papers of the Pickwick Club) dat vanaf 1836 maandelijks verscheen. Daarna verschenen Oliver Twist in het door hem geredigeerde tijdschrift Bentley's Miscellany in 1837-1838, Nicholas Nickleby in 1838-1839, The Old Curiosity Shop en Barnaby Rudge, beide in 1841. Zijn beroemdste romans zijn David Copperfield (1849-1850, deels autobiografisch), Great Expectations (1860-1861), Oliver Twist, Nicholas Nickleby en A Christmas Carol (1843). A tale of two cities staat met 200 miljoen exemplaren op nummer zeven van 's werelds meest verkochte boeken. Kenmerkend voor zijn verhalen zijn de sociale misstanden, de verhaalopbouw, de cartooneske karakters en de humor.

## Biografie

### Jeugd

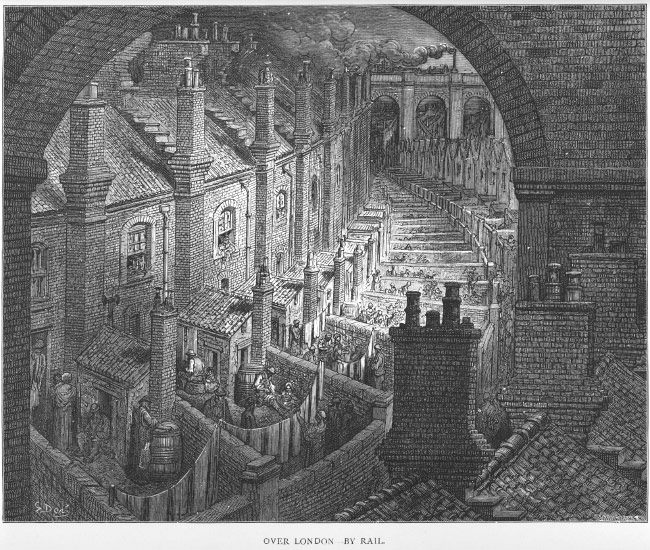
Londen omstreeks 1870, gravure van Gustave Doré

Charles Dickens werd geboren als tweede van acht kinderen van John Dickens en Elizabeth Barrow. Toen hij tien was, in 1822, verhuisde de familie van Rochester (Kent) naar Camden Town in Londen, om dichter bij vaders werkplek (het Navy Pay Office in het Somerset House) te wonen. Dickens maakte de reis met de postkoets alleen. Er waren geen andere passagiers en hij had enkel sandwiches, een boek en wat kleren bij zich. Die 'droefgeestige' reis, op een regenachtige zomerdag bleef hangen en hij zou hem later beschrijven in zijn bundel The uncommercial traveler: "Het regende hard en nooit zal ik die geur van nat stro vergeten." Camden Town ligt op dat moment in het noordwesten van de uitdijende en lawaaierige metropool. De wijk en de stad inspireerden Dickens en kropen in zijn kleren: de overvolle straten met karren en koetsen, met ruiters en straatventers, de eet- en koffiestalletjes tussen de afvalhopen en de bouwwerven in, de blootsvoetse en in lompen geklede kinderen... Dickens zou in de loop van zijn leven overal komen: in werkhuizen en huurkazernes, in duistere kroegen, een opiumkit en mistige steegjes, in sloppenwijken en lijkenhuizen, in gevangenissen. Hun nieuwe huis in Bayham Street was met een meid en een onderhuurder niet alleen druk bevolkt, het was ook benepen. De financiële moeilijkheden van zijn vader, een aimabel man, speelden hierin een rol. In 1824 werden zijn vader en de familie wegens schulden in de beruchte gevangenis Marshalsea Prison opgesloten. De twaalfjarige Charles verliet zijn school en ging werken in Warren's Shoe Blacking Factory. In die schoensmeerfabriek, in een vervallen magazijn bij Hungerford Stairs aan de oever van de stinkende rivier, werkte hij tien uur per dag en leerde hij de arbeidsomstandigheden kennen. Het werd, net zoals de gekwetste kinderziel, een belangrijk thema in zijn werk.

Op marktdagen is Covent Garden geweldig gezelschap. De grote wagens vol kolen, waaronder de kwekers en hun jonge helpers te slapen liggen, bewaakt door felle honden uit hun dorp: het is even goed als feest. Maar een van de ergste gezichten die ik ken in Londen, zijn de kinderen die rondsluipen op deze plek; die in de manden slapen, vechten voor het afval, zich op alles storten wat ze denken te kunnen weggraaien, die duiken onder de wagens en steekkarren, wegspringen voor de politiemannen en voortdurend met de regen van hun naakte voeten op de Piazza pletsen.
— Night Walks

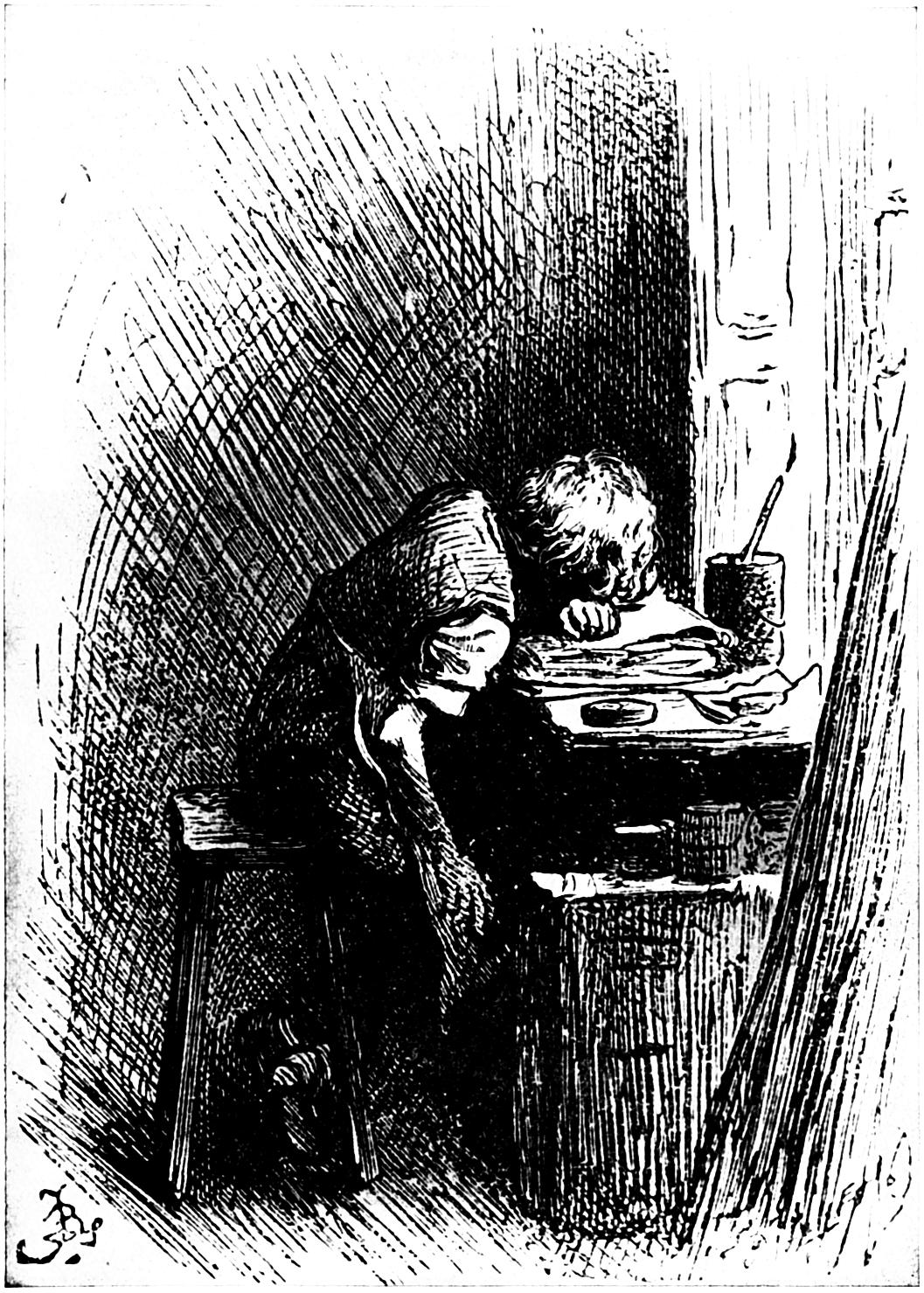
De twaalfjarige Dickens aan het werk in Warren's Shoe Blacking Factory.

Op zijn vijftiende ging hij werken op een advocatenkantoor en leerde zichzelf stenografie. In 1835 werd hij verslaggever in de kamer voor de Morning Chronicle en ontstond uit zijn journalistiek zijn eerste literaire werk. Deze beschrijvingen van Londen en het buitenleven werden later gebundeld in Sketches by Boz (1836). 'Boz' was de bijnaam van zijn altijd verkouden jongere broer Moses.

### Londen
Net zoals David Copperfield of Pip (Great Expectations) was Dickens een migrant. Om een echte Londenaar te zijn, moest men geboren zijn binnen de geluidsafstand van de kerkklokken van St. Mary-le-Bowkerk. Londen, een plek van extreme rijkdom en mensonterende ellende, was zijn muze met wie hij een haat-liefdeverhouding had. 'Wat een verbazingwekkende plek leek Londen' zegt David Copperfield, 'toen ik het zag vanuit de verte.' Het negentiende-eeuwse Londen barstte als een plek van belofte uit zijn voegen. Als een gelukszoekersmagneet nam de bevolking ongezien toe. Bij de aankomst van Dickens telde de stad anderhalf miljoen inwoners, bij zijn dood in 1870 waren dat er 3,5 miljoen.

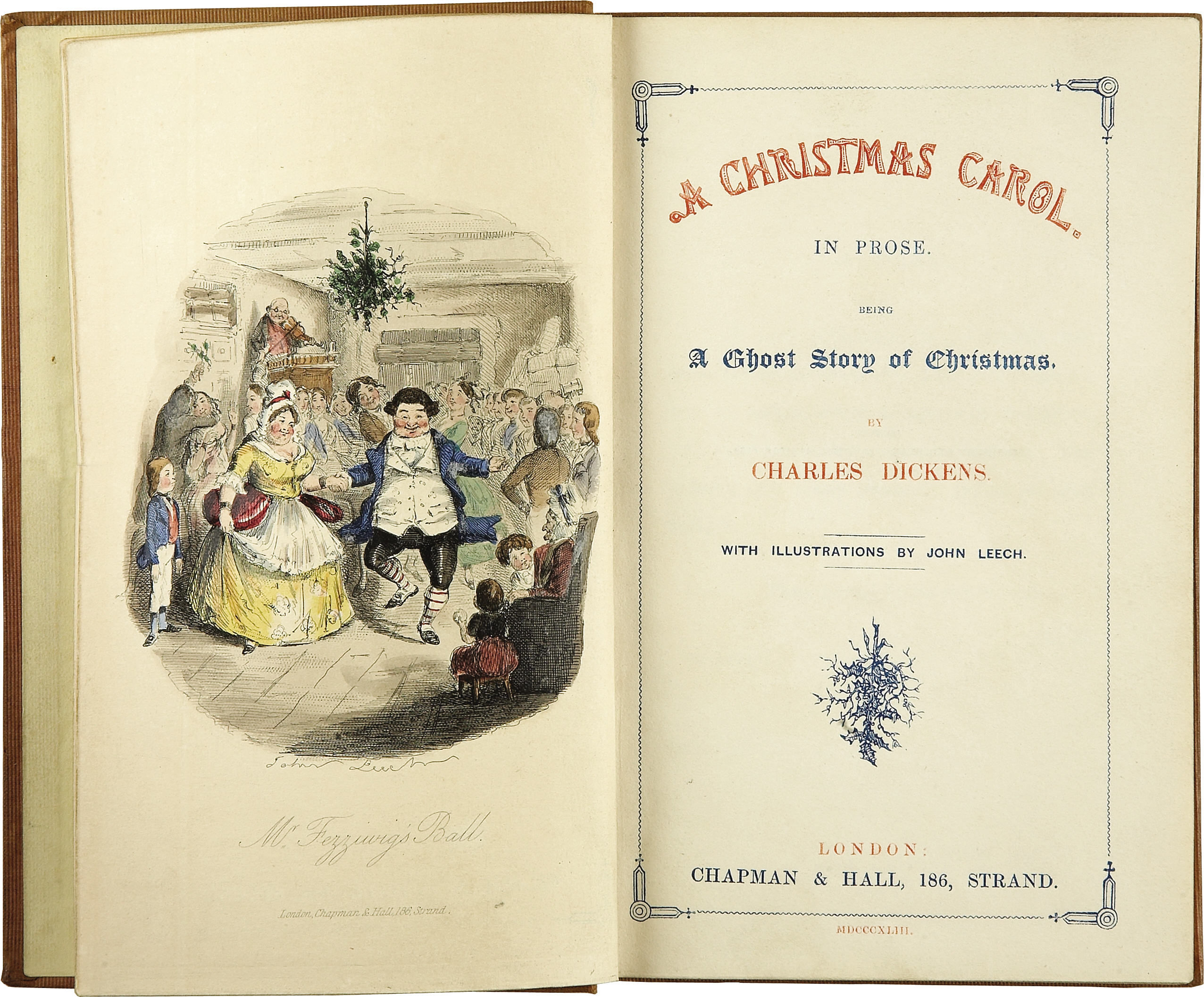
A Christmas Carol. Met illustraties van John Leech. London: Chapman & Hall, 1843. Eerste editie, titelpagina.

De sukkelaars die Londen binnen zwierven langs de grote weg vlakbij en die vermoeid en met zere voeten, angstig opkeken naar de grote stad die voor hen lag, alsof ze voorvoelden dat hun ellende daar zou zijn als een waterdruppel in de zee of een zandkorrel op het strand - ze liepen voort, alsmaar dieper in elkaar gedoken. Dag na dag kropen zulke reizigers voorbij, maar altijd... in één richting, naar de stad toe. Voer voor de hospitalen, de kerkhoven, de gevangenissen, de rivier, koorts, waanzin, misdaad en dood. Ze liepen naar het monster toe, dat brullend in de verte lag, en waren verloren.
— Aldus een personage in Dombey and son

### Auteur
In 1842 reisde hij naar de Verenigde Staten, waar hij pleitte voor de afschaffing van de slavernij. Hij vertrok vol enthousiasme maar kwam ontgoocheld terug. Zijn ervaringen schreef hij neer in American Notes uit 1842. In 1843 verscheen zijn eerste en beroemdste kerstvertelling: A Christmas Carol in Prose, een verhaal dat tot op heden in allerlei bewerkingen opgevoerd en verfilmd wordt. De jaren daarna verschenen andere ontroerende kerstvertellingen zoals The Chimes, The Cricket on the Hearth, The Battle of Life en The haunted Man. In 1844 bezocht hij Italië (Pictures from Italy, 1846), in 1846 Zwitserland, waar Dombey and son (1848) ontstond. In 1850 startte Dickens met zijn weekblad Household Words en nam hij zijn intrek in Wellington Street 16. Veel van zijn werk verscheen als feuilleton in dit blad dat hij redigeerde en in de opvolger ervan, All the Year Round. De oprichting van dit laatste tijdschrift viel samen met de verhuizing naar Wellington Street 26, een huis dat er nog steeds staat. Van 1853 tot 1870 trad Dickens regelmatig en succesvol op als voorlezer. Hiertoe bewerkte hij zijn teksten ingrijpend. Naast zijn schrijven deed Dickens aan liefdadigheid, voerde hij campagne voor de volksgezondheid, de huisvesting en opvoeding, hij reisde en wandelde vaak. Zijn slapeloosheid en zijn vriendschap met enkele politieofficieren brachten hem in contact met misdadigers, nachtbrakers, portiers, prostituees, nachtwerkers en daklozen.
Dickens' huwelijk met Catherine Hogarth, dat hij weinig inspirerend vond, eindigde na 22 jaar, mede beïnvloed door zijn affaire met de jongere actrice Ellen Ternan. Het koppel Dickens-Hogarth had tien kinderen. Zijn dochter Kate was kunstschilder en zijn oudste kleindochter, Mary Angela Dickens, werd romanschrijfster.

## Zie ook

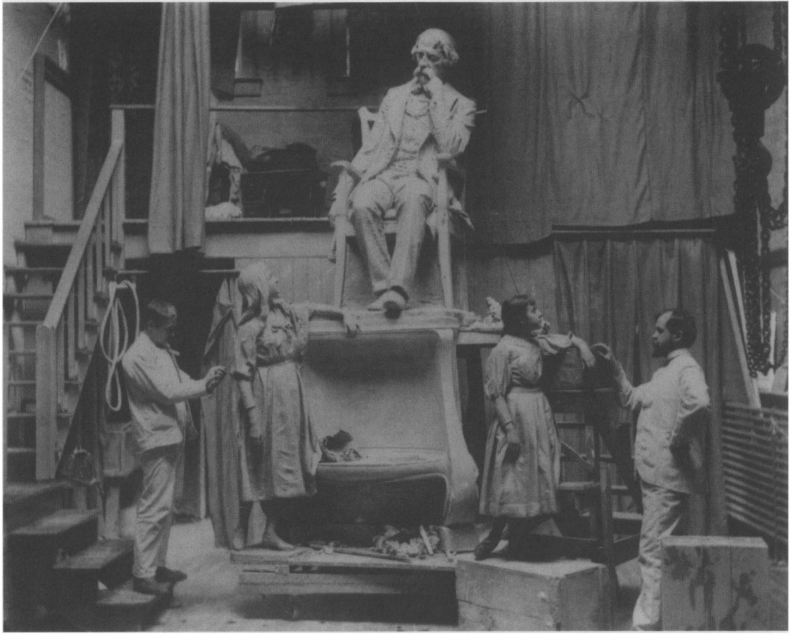
In 1890 maakte Francis Edwin Elwell een standbeeld van Dickens en Kleine Nell. Het staat tegenwoordig in Clark Park in Philadelphia, Pennsylvania.

### Laatste jaren

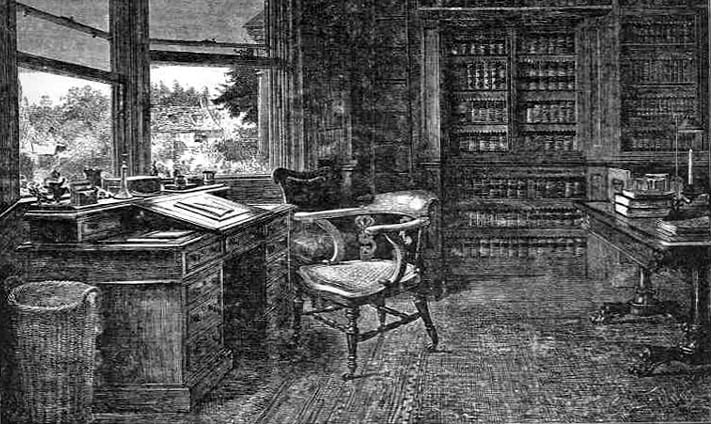
Samuel Luke Fildes - The Empty Chair (The Graphic, 1870)

Charles Dickens sukkelde vanaf 1860 met zijn gezondheid. De lezingen die hij gaf putten hem uit en eisten hun tol. Zijn laatste afgewerkte roman is Our Mutual Friend uit 1865. Dickens overleed in 1870 op 58-jarige leeftijd, terwijl hij bezig was aan The Mystery of Edwin Drood.  De illustrator Luke Fildes die Dickens had aangetrokken om dit boek te illustreren, maakte direct na het overlijden The Empty Chair, een prent van de werkkamer van Dickens. Deze prent werd gepubliceerd in The Graphic en werd wereldwijd een succes.
Hij werd op voorspraak van koningin Victoria begraven in de Poets' Corner in Westminster Abbey te Londen. Dit was echter niet wat Dickens had gewild. Hij gaf zelf de voorkeur aan het familiegraf in Highgate, waar zijn tijdgenoot Karl Marx een decennium later begraven zou worden.
In de jaren 1871-1874 schreef zijn vriend John Forster de eerste van een reeks biografieën.

### "De Onnavolgbare"
Dickens noemde zichzelf soms ook wel "the Inimitable", de Onnavolgbare. In 2020 nam de Britse literatuurcriticus A.N. Wilson in zijn boek The Mystery of Charles Dickens de eigenaardige kanten van Dickens' persoonlijkheid en zijn mogelijke drijfveren onder de loep. Volgens hem was Dickens veel meer dan een romanschrijver. Zijn verhalen zijn veel levendiger dan de soberder beschrijvingen van het 19e-eeuwse Engeland door George Eliot of Anthony Trollope. Voor Wilson zijn Dickens' romans tevens "visionaire gedichten, sprookjes, pantomimes". We lezen Dickens, zo stelt hij, om via de door hem bedachte personages de stem van de verteller te horen, of beter zijn "meerstemmig orkest".
Hij vergelijkt Dickens met een medium dat tijdens een seance geesten oproept. Volgens Wilson zou Dickens hebben geleden aan een ernstig trauma uit zijn jeugd. Het schrijven van fictie zou hem in staat hebben gesteld "zijn demonen uit te drijven".

## Receptie in het Nederlandse taalgebied

### Nederland
In de jaren 1837-1838 publiceerde Everhardus Johannes Potgieter in De Gids een zestal vrije bewerkingen van verhalen en fragmenten uit de Pickwick Papers. In 1841 schreef hij over aspecten van Dickens werk die hem minder aanspraken, zoals diens gebrek aan structuur en neiging tot uitweiden, maar prees hij zijn oog voor detail, zijn stijl en vooral zijn geloof in het goede van de mensheid. In de jaren 1840 werd al actief gestreden om vertaalrechten, tot in de rechtbank toe. Vertaalrechten konden in Nederland verworven worden door een exemplaar van de oorspronkelijke tekst op het gemeentehuis te deponeren. De bekendste en meest productieve Nederlandse Dickensvertaler van de 19de eeuw was C.M. Mensing, een leraar Engels uit Amsterdam.
De literaire kritiek in Nederland merkte Dickens pas op vanaf 1844, na het verschijnen van A Christmas Carol. De waardering was drieërlei: Dickens als Christelijke moralist; Dickens als sociaal criticus; en Dickens als realist. Als negatieve punten werden aangehaald: het gebrek aan structuur en eenheid in de romans; hun vreemdheid (in de zin van geaardheid in een andere cultuur) en Dickens' neiging tot overdrijving.
H.A.M. Roelants bracht een succesvolle uitgave van het verzamelde werk uit in 1868-1883. In 1884 betaalden de gebroeders E. en M. Cohen niet minder dan 30.000 gulden voor het auteursrecht op alle romans en voor tienduizenden gedrukte boeken en platen met illustraties. In 1886 begonnen ze met de publicatie van "Charles Dickens complete werken voor het huisgezin: geillustreerd met circa 800 platen". Ze hergebruikten vertalingen van C.M. Mensing maar begrepen het commerciële belang van uitgebreide illustratie. De reeks kende een groot aantal herdrukken. In 1911 lanceerde J.M. Meulenhoff van de gelijknamige uitgeverij de goedkope "Meulenhoff-uitgave" hoewel hij niet eens het auteursrecht had. De Cohens reageerden met een eigen goedkope "Cohen-uitgave" en een "Cohen-uitgave voor jonge mensen".
Tijdens de Tweede Wereldoorlog benaderde Godfried Bomans de Uitgeverij Het Spectrum met een voorstel voor een Pickwick-vertaling. Het project groeide uit tot een volledige uitgave met nieuwe vertalingen waaraan ook bekende auteurs als Antoon Coolen en J.C. Bloem meewerkten. De vertalingen begonnen te verschijnen in de reeks "Prisma Pockets" vanaf 1952. Ondertussen had Simon Vestdijk in 1946 zijn essay "Dickens als psycholoog" geschreven, waarin hij onder meer het modernistische karakter van Bleak House in de verf zette. Bomans richtte in 1956 een Nederlandse afdeling op van de Dickens Fellowship, de eerste dergelijke afdeling in een niet-Engelstalig land. Een prominent lid is Maarten 't Hart, die in 1991 verklaarde dat Bomans hem had aangemoedigd Dickens te lezen, en dat die zijn lievelingsauteur was geworden.

### Vlaanderen
In het 19de-eeuwse België werd los omgegaan met auteursrechten. Weinig Vlamingen waren in staat Dickens in de originele versie te lezen, maar er circuleerden onofficiële Franse edities en herdrukken van vertalingen uit Nederland. Literaire critici als Jacob Heremans gaven vanuit een vroege Vlaams-nationalistische reflex de voorkeur aan vertaalde Engelse literatuur boven de als immoreel beschouwde Fransen. Domien Sleeckx pleitte voor Engelse en Duitse modellen als tegenwicht voor de Franse decadentie.
Guido Gezelle kende de Engelse literatuur goed en sprak en schreef vloeiend Engels; in 1865 stichtte hij samen met James Weale het tijschrift Rond den Heerd naar het voorbeeld van Dickens' Household Words. In dat tijdschrift publiceerde Gezelle verscheidene vertalingen van kortere werken van Dickens. Ook andere tijdschriften en zelfs kranten gaven vertalingen uit, hoewel niet altijd duidelijk is of het om nieuwe vertalingen of kopieën van vertalingen uit Nederland ging. De kritieken uit die tijd zijn over het algemeen lovend, hoewel een enkele recensent klaagt over langdradige verhaallijnen of een gebrek aan stijl. Als sterke punten worden aangehaald: zijn zachte toon, zijn medelijden met de armen, zijn optimisme, zijn realisme en zijn humor.
In het begin van de 20ste eeuw kreeg de Vlaamse belangstelling voor Dickens een tweede impuls door het kritische werk van Marie-Elisabeth Belpaire. In een monografie in Dietsche Warande en Belfort en een boek, beiden in 1929, prees ze de "Christelijke filosofie" van Dickens' werken. In beide golven was A Christmas Carol veruit het populairste werk. Het vormde de inspiratie voor een Vlaamse traditie van kerstverhalen, te beginnen met vertalingen door Ernest Claes en het toneelstuk En waar de sterre bleef stille staan van Felix Timmermans.
In de jaren 1930 en 1940 bleef het stil rond Dickens, tot Het Spectrum in 1953 zijn verzameld werk in goedkope pockets op de markt bracht. Sindsdien is zijn populariteit in Vlaanderen nooit weggeweest, al leeft hij meer voort in navertellingen en bewerkingen dan in de oorspronkelijke edities.

## Bibliografie

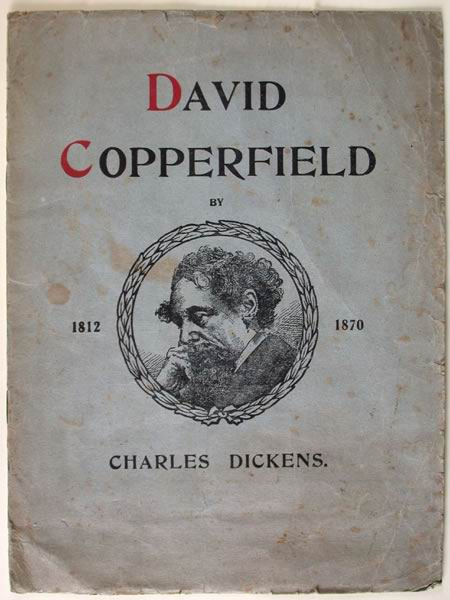
David Copperfield